# みらいしょうぼうし キュータ
『みらいしょうぼうし キュータ』は、2002年に東京消防庁によって制作された防災アニメ。英語バージョンもある。キュータを主人公として扱った作品。上映時間は12分。

## ストーリー
東京消防庁のマスコット「キュータ」は未来消防士。黄色のアンテナで危険をキャッチすると、スーパーマンのように空を飛び、消火活動と救急活動に駆けつける正義の味方。遙か彼方の未来から、悪の帝王ヒドラーを追ってやってきた未来の消防士キュータ。ヒドラーは不気味な円盤から次々に怪人たちを21世紀の東京に送り込む。怪人たちは次々と子供たちを唆し、火の勢いを強めていく。燃えさかる炎にさすがのキュータもひとりだけでは太刀打ちできない。だがキュータの心強い仲間－東京消防庁の消防隊が見事に火を消し止める。子供たちの力を借りてヒドラーを追いつめるキュータ。そのとき、東京を直下型大地震がおそう。キュータはプレッシャーに負けてしまいそうになるが、子供たちの活躍もあって、このピンチを回避するのだった。

## キャラクター
キュータ
本作の主人公。性別は男性。
ヒドラー
悪の帝王。キュータのライバル。
少年消防団
キュータの頼もしい仲間。東京に大地震が来た際、みんなで助け合った。